# Caïque de Bonaparte
Pyrilia pyrilia
Espèce
Statut de conservation UICN

 NT  : Quasi menacé
Statut CITES
Le Caïque de Bonaparte (Pyrilia pyrilia) est une espèce d'oiseau appartenant à la famille des Psittacidae. Le nom de cette espèce commémore l'ornithologue français Charles-Lucien Bonaparte (1803-1857).

## Description
Cette espèce est proche du Caïque de Barraband. Elle s'en distingue par des couleurs plus ternes, une calotte jaune safran et des zones auriculaires orange.
Les juvéniles ont la calotte et la nuque vertes.

## Habitat
Cet oiseau vit dans les forêts humides jusqu'à 1 650 m d'altitude.

## Répartition
Cet oiseau peuple le sud de Panama, le nord de la Colombie et le nord-ouest du Venezuela. Sa présence dans le nord-ouest de l'Équateur n'est pas prouvée. Ses effectifs totaux sont estimés à 10 000 individus.

## Taxinomie
synonymesGypopsitta pyrilia, Pionopsitta pyrilia.
D'après Alan P. Peterson, c'est une espèce monotypique.

## Note
1. ↑  (en) cf. irdLife International 2004. Pionopsitta barrabandi in IUCN 2006, 2006 IUCN Red List of Threatened Species, sur www.iucnredlist.org. Consulté le 8 avril 2007.